# Jovan Perišić

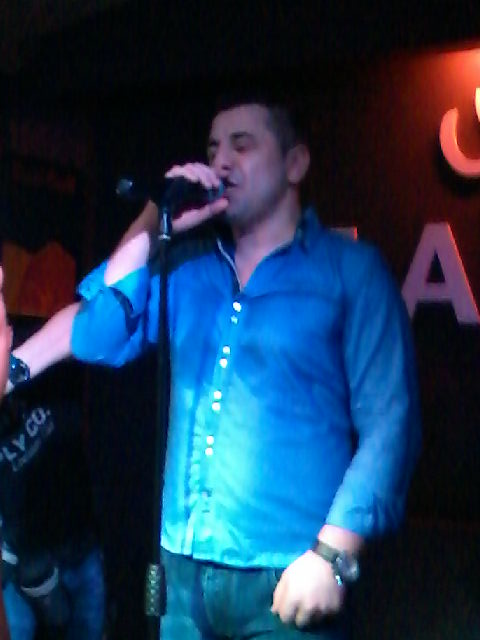
Jovan Perišić, 2013

Jovan Perišić (serbisch-kyrillisch Јован Перишић, * 3. Oktober 1972 in Gornji Vrbljani bei Ključ, SFR Jugoslawien, heute Bosnien und Herzegowina) ist ein bosnisch-serbischer Turbofolk-Sänger. Er genießt sowohl bei der jüngeren als auch bei älteren Generation einen hohen Popularitätsgrad auf dem Balkan und bei den im Ausland lebenden Ex-Jugoslawen.

## Karriere
Nachdem er seit Mitte der 90er-Jahre als Amateur bei Hochzeiten und anderen Festen auftrat, veröffentlichte er 1997 sein erstes Studioalbum mit dem Titel Zbogom lažne ljubavi.
Sein endgültiger Durchbruch gelang ihm allerdings erst im Jahr 2007 mit dem Lied Moje najmilije, ein Lied, welches auch heute noch bei seinen jüngeren Zuhörern sehr gefragt ist.
Sein aktuellstes Album wurde im Herbst 2016 veröffentlicht und trägt den Titel Snaga ljubavi.
Während sich seine Auftritte außerhalb des Sommers überwiegend auf die Ex-Jugoslawische Diaspora konzentrieren (Deutschland, Österreich und die Schweiz), ist er in der Sommersaison überwiegend in den Ländern des Westbalkans (Serbien, Bosnien und Kroatien) unterwegs.
Mittlerweile genießt er auch große Bekanntheit in Slowenien, ungeachtet der Tatsache, dass die Folk-Szene dort als recht überschaubar gilt.

## Sonstiges
Jovan Perišić sieht Šaban Šaulić als sein persönliches Vorbild an.
1999 bekam Perišić den Preis Zlatni Melos als bester Sänger des Jahres der Republika Srpska.
Er ist verheiratet, hat zwei Söhne und eine Tochter, und wohnt in Temerin, im Norden Serbiens.

## Diskografie

### Studioalben
- 1997: Zbogom lažne ljubavi[2]
- 1999: Čovek kafanski
- 2001: Sve ću da razbijem
- 2004: Premija
- 2007: Dolazim
- 2009: Poleti ljubavi
- 2011: Znaš me, znam te
- 2013: Kako je, tako je
- 2016: Snaga ljubavi

### Live-Alben
- 2018: Live

### Singles (Auswahl)
- 1997: Samo Jednom Srce Voli
- 2007: Moje najmilije
- 2009: Sunce Se Rađa
- 2009: Rekom bola
- 2011: Znaš me, znam te
- 2011: Igraj
- 2012: Harmonika (mit Mladja, Big Time & Aleksandar Olujić)
- 2015: Opila me (mit DJ Kissko & Juice)
- 2016: Da zemlja gori
- 2018: Jednom Majka Rađa (mit MC Stojan)